# Portea
Die Portea sind eine Pflanzengattung in der Unterfamilie Bromelioideae innerhalb der Familie der Bromeliengewächse (Bromeliaceae). Das Verbreitungsgebiet der etwa acht Arten ist auf das östliche Brasilien beschränkt.

## Beschreibung und Ökologie

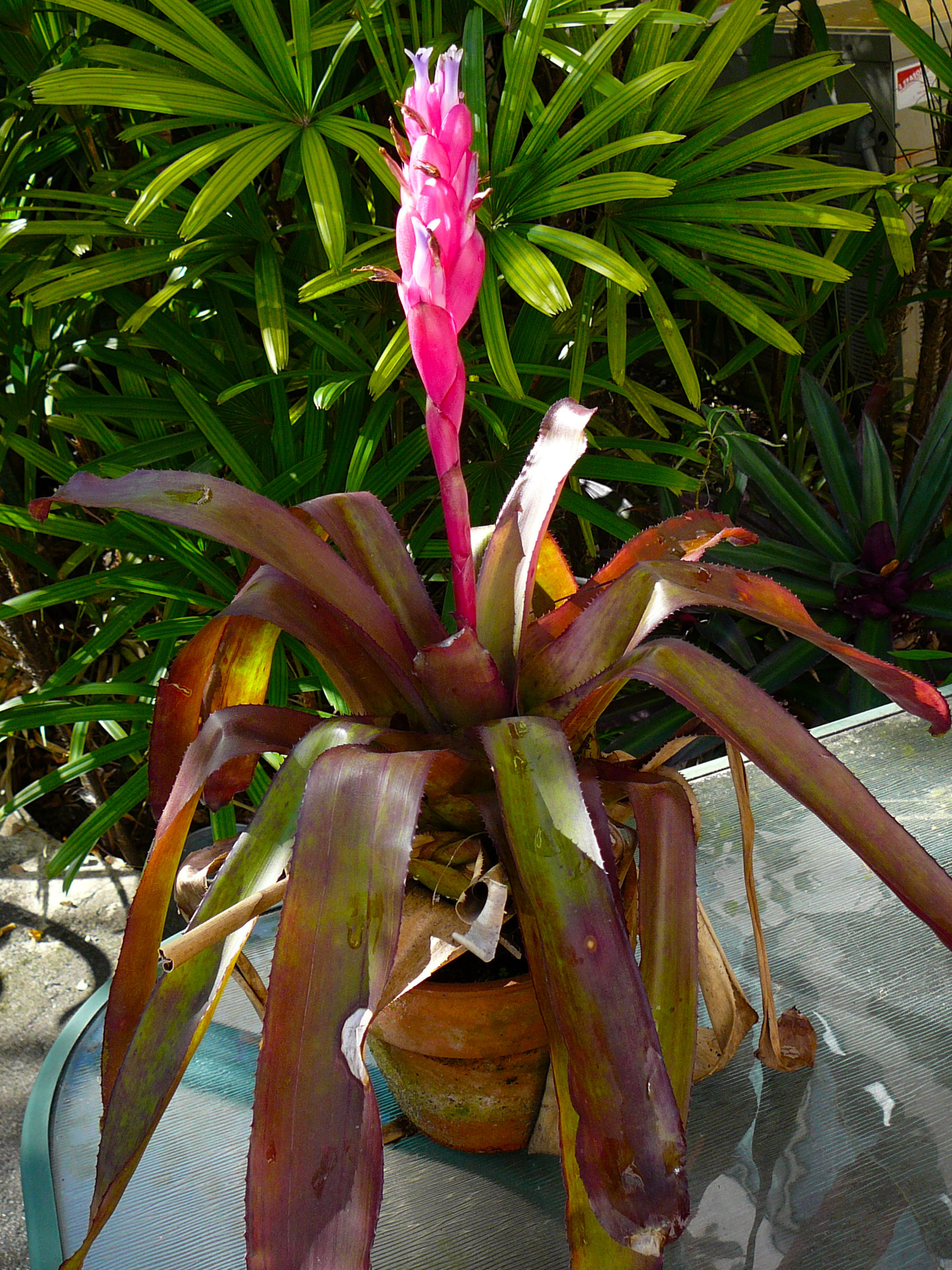
Habitus, Laubblätter, unverzweigter, aufrechter Blütenstand und Blüten von Portea kermesina

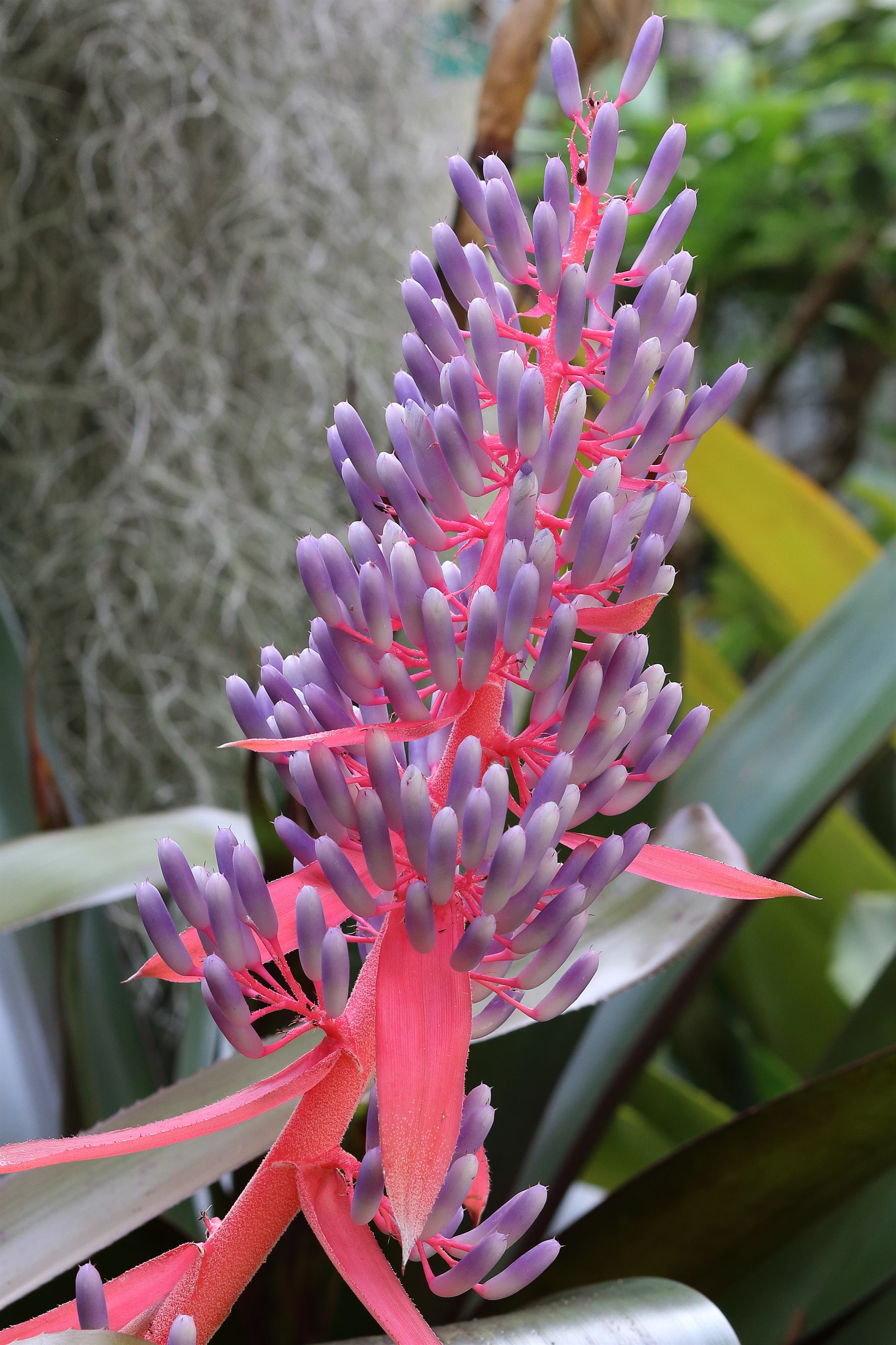
Verzweigter, locker aufgebauter, fast aufrechter Blütenstand von Portea alatisepala

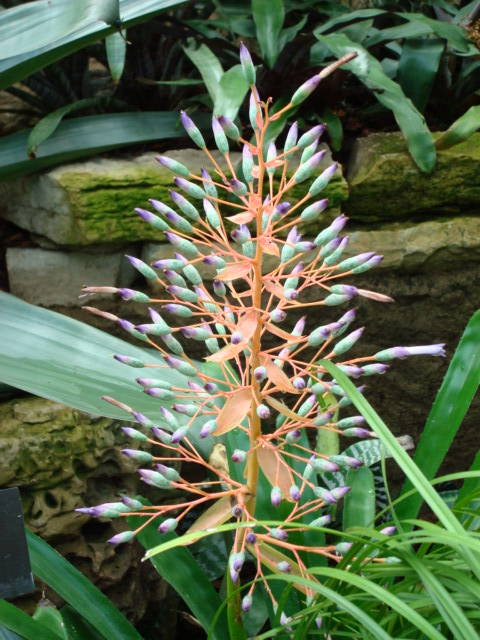
Verzweigter, locker aufgebauter, aufrechter Blütenstand von Portea petropolitana

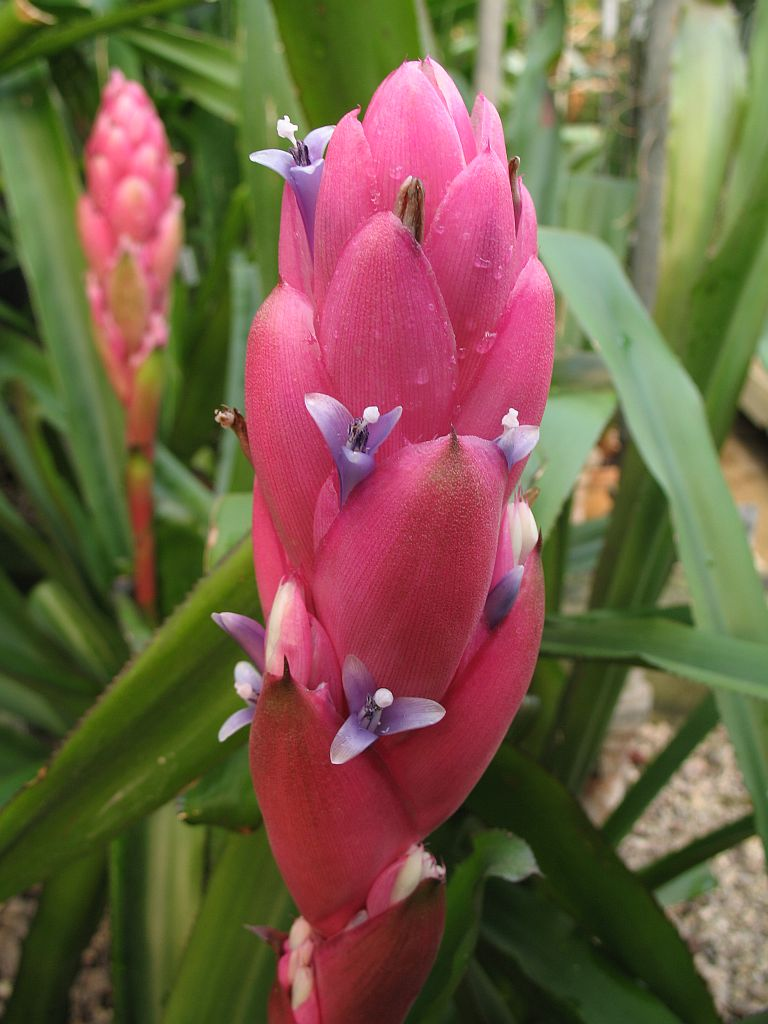
Unverzweigter, aufrechter Blütenstand und dreizählige Blüten von Portea kermesina

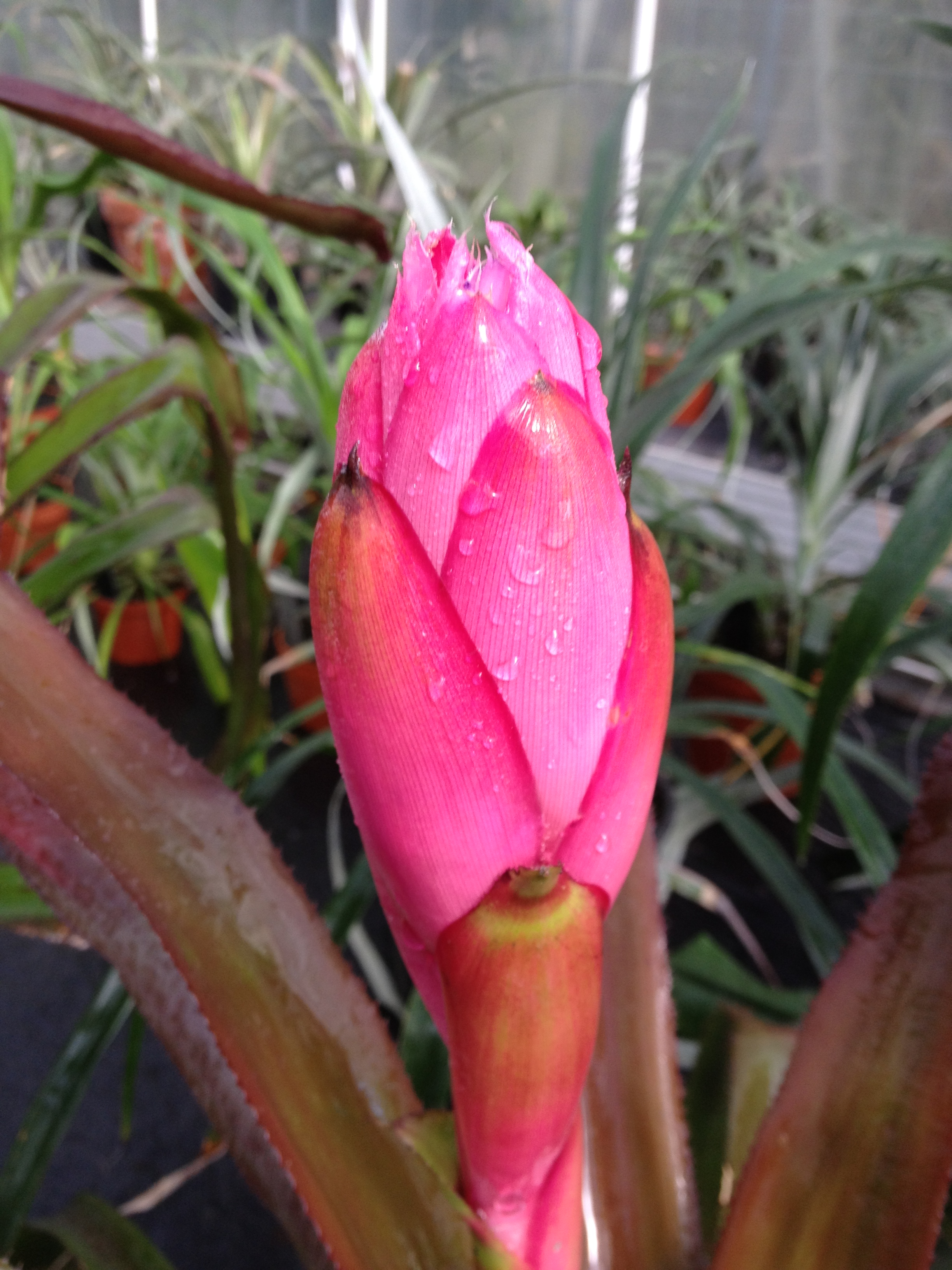
Unverzweigter, aufrechter, knospiger Blütenstand von Portea grandiflora

### Erscheinungsbild und Blätter
Die Portea-Arten wachsen als immergrüne, ausdauernde krautige Pflanzen und sind Trichter- bzw. Zisternenbromelien. Exemplare der gleichen Art wachsen epiphytisch oder terrestrisch. Es sind kleine bis große Arten mit bis zu 1 Metern Trichterdurchmessern.
Die derben Laubblätter sind immer am Rand bewehrt (wie alle Vertreter der Bromelioideae), mit einer Stachelspitze. Saugschuppen sind hauptsächlich auf der Blattunterseite zu sehen.
In den Blatttrichtern sammeln sich oft größere Mengen an Wasser. In vielen Trichtern gibt es kleine Biotope mit mehreren Tierarten, Algen und Wasserpflanzen.

### Blütenstand und Blüten
In je nach Art kurzen bis über 1,7 Meter langen, aufrechten bis überhängenden, meistens ansehnlichen, lange haltbaren, reich verzweigten, rispigen Blütenständen (Infloreszenzen) sind die vielen Blüten zylindrisch dicht bis locker angeordnet. An den Blütenständen sitzen bei einigen Arten auffällig gefärbte Hochblätter (Brakteen); sie sind bläulich-rot, es gibt auch weißliche. Die Blütenstiele sind meist 1 bis 4 Zentimeter lang.
Die Blüte ist radiärsymmetrisch und dreizählig. Die Blüten sind seitlich zusammengedrückt. Die drei Kelchblätter sind zu einer kurzen Röhre verwachsen. Die drei Kronblätter sind oberhalb des Fruchtknotens frei. Die Kronblätter besitzen an ihrer Basis Schüppchen (Ligula). Die Kronblätter sind blau oder blau-violett, gelblich oder weißlich. Bei den blaublühenden Arten sind Vögel die Bestäuber. Es sind zwei Kreise mit je drei Staubblättern vorhanden. Die inneren Staubblätter sind mit den Kronblättern verwachsen. Drei Fruchtblätter sind zu einem unterständigen Fruchtknoten verwachsen.
Die Blütenformel lautet:
{\displaystyle \star \;K_{(3)}\;C_{3}\;A_{3+3}\;G_{\overline {(3)}}}
Die saftarmen Beeren sind im reifen Zustand oft stark gefärbt; hier dominieren Rot bis Blau. Die Früchte werden von Tieren (vor allem von Vögeln, seltener von Fledertieren und Affen) gefressen. Die Samen werden unverdaut wieder ausgeschieden und gelangen mit dem Kot auf Äste.

## Systematik und Verbreitung
Die Gattung Portea wurde 1856 durch Adolphe Brongniart in Karl Heinrich Koch: Index Seminum (B) 1856, 7 aufgestellt. Typusart ist Portea kermesina K.Koch. Die Ableitung des Gattungsnamens Portea ist nicht gesichert. Zwei Ideen gibt es zur Namensgebung: entweder der Gattungsnamens Portea den italienischen Botaniker Pietro Port (1832–1923) oder er leitet sich vom lateinischen Wort porta für „Tor“ oder „Türe“ ab.
Das Verbreitungsgebiet der Gattung Portea ist auf das östliche Brasilien beschränkt.
Es gibt seit 2007 etwa acht Portea-Arten (Stand 2014):
- Portea alatisepala Philcox: Sie gedeiht epiphytisch etwa auf Meeresniveau nur im brasilianischen Bundesstaat Bahia.[2]
- Portea filifera L.B.Sm.: Sie kommt nur im brasilianischen Bundesstaat Bahia vor.[2]
- Portea fosteriana L.B.Sm.: Sie gedeiht in der Sonne im Sand in Höhenlagen von etwa 600 Metern nur im brasilianischen Bundesstaat Espírito Santo.[2]
- Portea grandiflora Philcox: Sie gedeiht epiphytisch nur im brasilianischen Bundesstaat Bahia.[2]
- Portea kermesina K.Koch: Sie gedeiht terrestrisch im Küstenwald nur im brasilianischen Bundesstaat Bahia.[2]
- Portea nana Leme & H.Luther: Sie wurde 2003 aus dem brasilianischen Bundesstaat Bahia erstbeschrieben. Sie gedeiht epiphytisch in Höhenlagen von 500 bis 600 Metern.[2]
- Portea petropolitana (Wawra) Mez: Es gibt drei Varietäten:
  - Portea petropolitana var. extensa L.B.Sm.: Sie gedeiht in Höhenlagen von etwa 100 Metern in den brasilianischen Bundesstaaten Rio de Janeiro sowie Espírito Santo.[2]
  - Portea petropolitana var. noettigii (Wawra) L.B.Sm. (Syn.: Portea noettigii (Wawra) Mez, Portea gardneri Baker): Sie gedeiht am Übergang von Wald zur Küstenstrauchvegetation in den brasilianischen Bundesstaaten Minas Gerais sowie Rio de Janeiro.[2]
  - Portea petropolitana (Wawra) Mez var. petropolitana (Syn.: Portea glaziovii Baker): Sie gedeiht terrestrisch in Wäldern und in der Küstenstrauchvegetation in den brasilianischen Bundesstaaten Rio de Janeiro sowie Espírito Santo.[2]
- Portea silveirae Mez: Sie gedeiht terrestrisch in Wäldern in den brasilianischen Bundesstaaten Bahia sowie Minas Gerais.[2]

Seit 2007 nicht mehr zur Gattung Portea gehört:
- Portea leptantha Harms → Aechmea leptantha (Harms) Leme & J.A.Siqueira

## Nutzung
Aufgrund ihrer Größe findet man Portea-Arten selten in privaten Sammlungen in Gebieten, in denen sie durch Auftreten von Frösten nicht im Freien gepflegt werden können. Aber in manchen tropischen Parks und Gärten und auch in fast allen botanischen Gärten findet man diese relativ anspruchslosen, aber dekorativen Pflanzen, am häufigsten Portea petropolitana.